# SN 2002am
SN 2002am – supernowa typu Ia odkryta 16 stycznia 2002 roku w galaktyce A140203-1035. W momencie odkrycia miała maksymalną jasność 19,10m.